# Diseño geométrico de carreteras

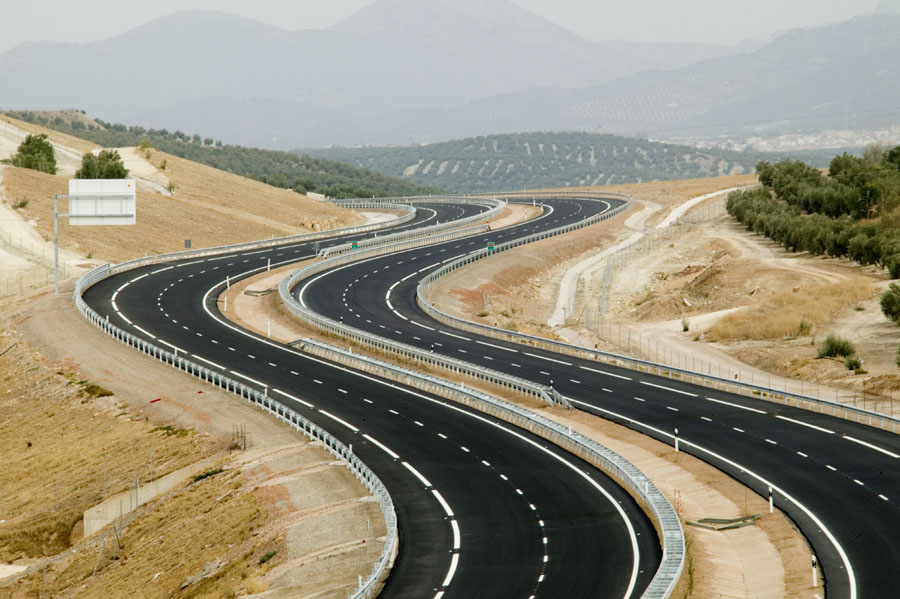
Autovía del Olivar en España. Un buen diseño geométrico ahorra dinero en la construcción pero también es muy importante para evitar accidentes una vez la carretera entra en servicio.

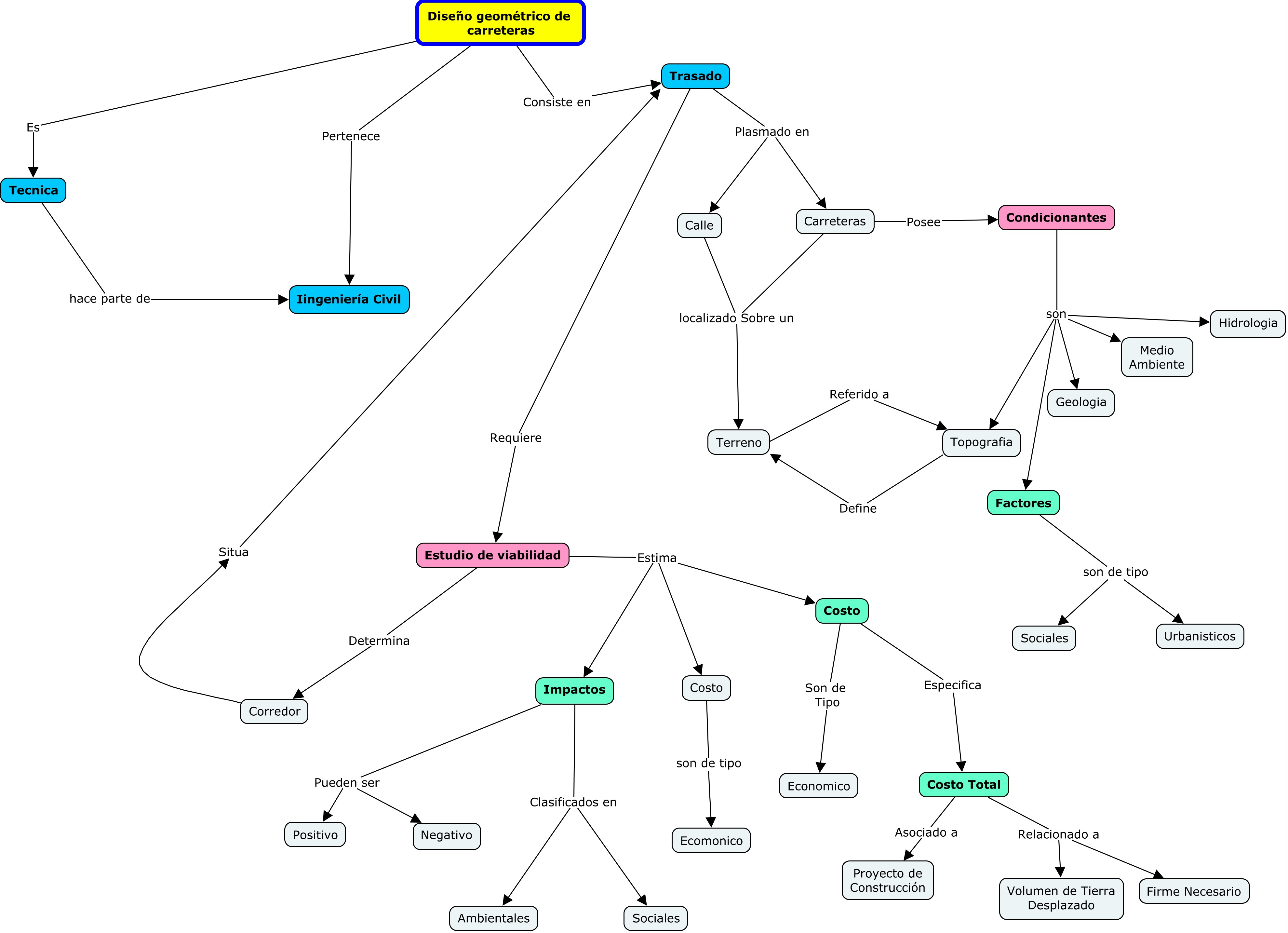
¿Qué es Diseño geométrico de carreteras?

El Diseño geométrico de carreteras es la técnica de ingeniería civil que consiste en situar el trazado de una carretera o calle en el terreno. Los condicionantes para situar una carretera sobre la superficie son muchos, entre ellos la topografía del terreno, la geología, el medio ambiente, la hidrología o factores sociales y urbanísticos. El primer paso para el trazado de una carretera es un estudio de viabilidad que determine el corredor donde podría situarse el trazado de la vía. Generalmente se estudian varios corredores y se estima cuál puede ser el coste ambiental, económico o social de la construcción de la carretera. Una vez elegido un corredor se determina el trazado exacto, minimizando el coste y estimando en el proyecto de construcción el costo total, especialmente el que supondrá el volumen de tierra desplazado y el firme necesario.

## Clasificación de las carreteras

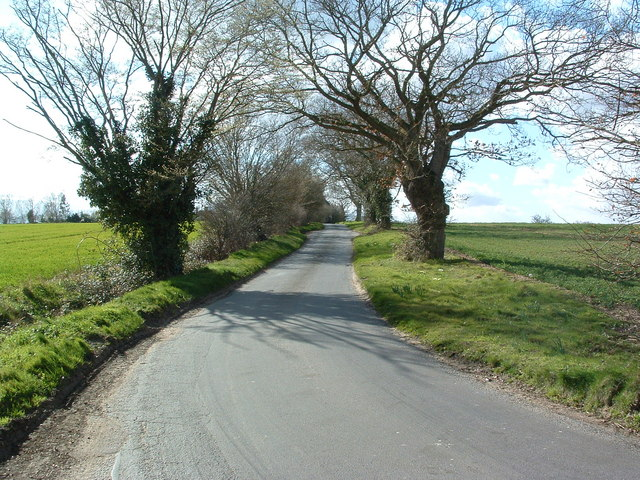
Cuanto menor son las dimensiones de la carretera (menor calzada, radios pequeños, menor arcén...) menores son las velocidades que pueden alcanzar los vehículos, y menor el tráfico a soportar.

Las carreteras se clasifican en función del número de calzadas, la dimensión del carril de la calzada o la dimensión del arcén. Cuanto mayor sean las dimensiones de la vía, más tráfico podrá soportar y más exigentes serán los parámetros de trazado, es decir, será necesario realizar radios mayores de curva, acuerdos verticales más extendidos o peraltes más inclinados. Al aumentar estos parámetros la carretera se ajustará menos al terreno, lo que encarece la carretera. 
El dato más importante para el diseño es la velocidad de proyecto, que es a la máxima velocidad para circular con comodidad y seguridad.

## Introducción a la geometría de una vía
La geometría de una carretera queda determinada en las 3 direcciones del espacio y queda fijada mediante 3 planos:
- La planta donde se fijan las alineaciones horizontales
- El perfil longitudinal donde se fijan las alineaciones verticales
- El perfil transversal donde se fijan los peraltes, el bombeo y la inclinación transversal de la rasante.

### Distancia de parada
Un conductor debe de ser capaz de ver una distancia por delante suficiente como para poder frenar en caso de encontrar un obstáculo. La distancia de parada de un vehículo es igual a
{\displaystyle D_{P}={\frac {V\cdot {t_{p}}}{3,6}}+{\frac {V^{2}}{254\cdot {(f_{l}+i)}}}}
Siendo {\displaystyle V} la velocidad en km/h, {\displaystyle t_{p}} el tiempo de percepción y reacción (2 s), {\displaystyle f_{l}} el coeficiente de rozamiento longitudinal rueda-pavimento, {\displaystyle i} la inclinación de la rasante en tanto por uno y {\displaystyle D_{P}} la distancia de parada en metros. En el diseño geométrico de carreteras debe asegurarse en todo el punto del trazado que vea esta cantidad de metros por delante de él, lo que implica despejar el terreno, alisar los cambios de rasante y cuidar la visibilidad en curvas.

## Diseño en planta

### Tipos de alineaciones horizontales

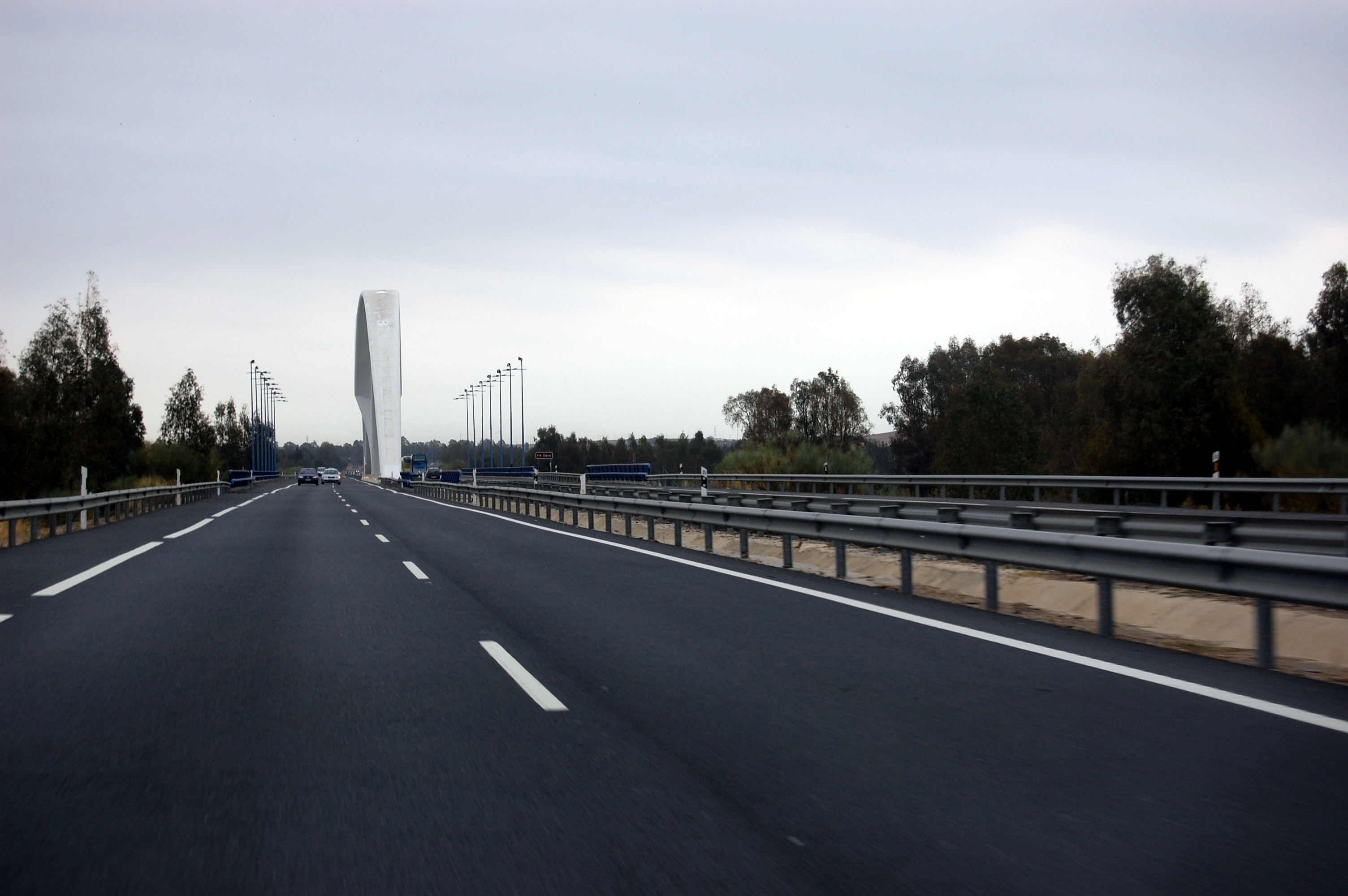
Alineaciones rectas muy prolongadas o seguidas de curvas muy pronunciadas pueden generar accidentes.

Las alineaciones horizontales o alineaciones en planta (visto desde el punto de vista superior) son de tres tipos:
- La alineación recta: Es una línea recta. Es la alineación más deseada, con buena visibilidad e ideal para carreteras que requieren amplios tramos de adelantamiento. A pesar de esto se ha demostrado que los conductores tienden a perder la concentración en tramos muy largos por lo que tienen que ser combinadas con otros tipos de alineaciones. La normativa española[5] impone una limitación máxima para la longitud de las rectas que equivale a la longitud que recorre un vehículo a la velocidad máxima de la carretera durante 60 segundos, y una longitud mínima de recta de 10 segundos.
- La alineación curva o circular: Las curvas de una carretera son circulares o sectores de circunferencia. Cuanto mayor sea el radio mayor será la velocidad que puedan alcanzar los vehículos al paso por curva.
- La alineación de transición: la clotoide es la curva que va variando de radio según avanzamos de longitud. Las clotoides se intercalan entre las alineaciones rectas y las alineaciones curvas para permitir una transición gradual de curvatura. Todos los vehículos desarrollan una clotoide cuando van girando su eje director disminuyendo o aumentando la curvatura que describen. Las clotoides también permiten cambiar el peralte en su recorrido lo que posibilita que los vehículos no tengan que frenar antes de entrar en una curva.[6]

### Clotoide

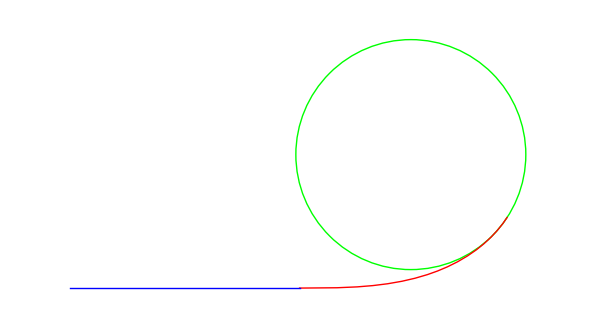
La línea roja es una clotoide y sirve para cambiar gradualmente de curvatura desde la recta a la circunferencia.

El parámetro de la clotoide que se ejecuta viene impuesto por la normativa de trazado y viene en función del tipo de carretera y del radio de entrada y de salida de la clotoide.

## Diseño en vertical
La definición de la carretera implica un trazado en horizontal y otro en vertical. El trazado en vertical se traza sobre un plano que indica el eje de la carretera, generalmente exagerando la escala vertical con respecto a la horizontal.

### Tipos de alineaciones verticales
Las alineaciones verticales son de dos tipos:
- Alineaciones rectas verticales
- Acuerdos verticales que son parábolas que unen alineaciones rectas. La razón de usar parábolas es que son las curvas de acuerdo que permiten una mayor visibilidad según se avanza en la carretera. Los acuerdos verticales son de dos tipos:
  - Acuerdos convexos: Aquellos cuyo punto más elevado se encuentra en el centro. Se estudia para permitir que el vehículo tenga siempre visibilidad de una distancia por delante de él que le permita frenar con seguridad. En carreteras de grandes velocidades estos acuerdos deben permitir visualizar un obstáculo a centenares de metros.
  - Acuerdos cóncavos: Aquellos con la cavidad en el centro o cuyo punto más bajo se encuentra en el centro.[8] Sus dimensiones y características se estudian para que permita una correcta visibilidad en condiciones nocturnas.

### Características de los acuerdos verticales
Los acuerdos verticales vienen definidos por dos parámetros (y uno tercero dependiente):
- θ: Que es la diferencia de inclinación entre las dos alineaciones rectas que unen el acuerdo. (tanto por uno)
- Kv: Que es el radio de la circunferencia osculatriz a la parábola. (m)
- L: Siendo la longitud total del acuerdo (m)

## Diseño transversal

### Peraltes

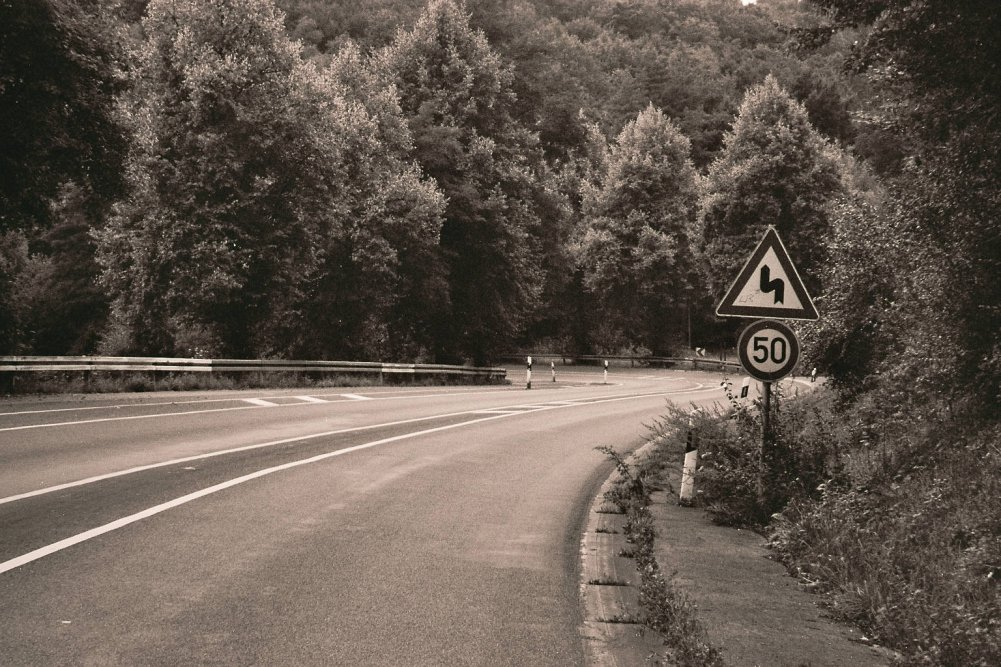
Curva en una carretera. El peralte sería la inclinación transversal de la vía que hace que el arcén izquierdo quede más alto que el arcén derecho.

El peralte es la inclinación transversal de la vía en las curvas. Se construye para compensar la fuerza centrífuga (que haría que el vehículo se saliera de la calzada) con la fuerza del peso sobre la rasante de la curva. La fórmula que se emplea para hallar el peralte sería:
{\displaystyle V^{2}=127\cdot {R}\cdot {}(f_{t}+{\frac {p}{100}})}
Siendo {\displaystyle V} la velocidad de proyecto en km/h, {\displaystyle R} el radio en metros, {\displaystyle f_{t}} el coeficiente de rozamiento transversal (que varía entre 0,180 a 40km/h y 0,087 a 120 km/h) y {\displaystyle p} la inclinación del peralte en %. Por razones de seguridad el peralte está limitado según el país. En España el peralte está limitado al 8% en autopistas y a 7% en carreteras de una calzada.

### Gálibo
En distintos países se exige que una altura máxima que quede libre debajo de puentes o señalización, que suele ser mayor que la altura máxima de los vehículos:
| España         | 5,0  | 5,3  |
| Unión Europea  | >4,0 | >4,0 |
| México         | 5,5  | 5,5  |
| Colombia       | 5,0  | 5,0  |
| Perú           | 5.5  | 5.5  |
| Venezuela      | 6.0  | 6.0  |
| Estados Unidos | 4,3  | 4,9  |

## Aplicaciones informáticas para diseño de carreteras
- ISTRAM ISPOL http://istram.net/ Buhodra Ingeniería
- Cartomap
- Road Calc
- InRoads https://www.bentley.com/en
- Civil CAD https://civilcad.com.mx/ (enlace roto disponible en Internet Archive; véase el historial, la primera versión y la última).
- CLIP
- TopoCal
- Civil 3D